# Winthemia remittens
Winthemia remittens är en tvåvingeart som först beskrevs av Walker 1859.  Winthemia remittens ingår i släktet Winthemia och familjen parasitflugor. Inga underarter finns listade i Catalogue of Life.